# Gobierno estatal de Baden-Wurtemberg
El Gobierno estatal de Baden-Wurtemberg (en alemán: Landesregierung von Baden-Württemberg) constituye el poder ejecutivo del estado federado de Baden-Wurtemberg, en la República Federal de Alemania. Está formado por el Ministro-Presidente, los ministros, y otros altos funcionarios estatales. Su estructura, funciones y organización están definidas por la Constitución del Estado Libre de Baden-Wurtemberg de 1953.

## Composición
El jefe del gobierno estatal es el Ministro-Presidente, quien es elegido por el Parlamento Regional de Baden-Württemberg (Landtag) y dirige las políticas del estado. El Ministro-Presidente nombra y dirige a los ministros, quienes forman parte del gabinete. El número total de miembros del gabinete no puede superar un tercio del número de parlamentarios, salvo disposición legal expresa.
El gobierno puede incluir también secretarios de Estado y consejeros estatales sin cartera, con funciones específicas de apoyo.

## Funciones
El Gobierno estatal tiene la responsabilidad de ejecutar las leyes estatales y federales dentro del territorio de Baden-Wurtemberg, dirigir la administración pública, y representar al estado ante el Bundesrat. También es responsable de proponer leyes al Landtag y de aplicar las decisiones presupuestarias y administrativas.

## Listado de Ministros-presidentes desde 1953
| Legislatura      | Gobierno        | N.º | Fotografía          | Ministro-Presidente del Gobierno estatal de Baden-Wurtemberg | Inicio del mandato      | Fin del mandato      | Duración del mandato       |
| ---------------- | --------------- | --- | ------------------- | ------------------------------------------------------------ | ----------------------- | -------------------- | -------------------------- |
| I (1952-1956)    | Maier           | 1.° |                     | Reinhold Maier                                               | 25 de abril de 1952     | 7 de octubre de 1953 | 1 año, 4 meses y 12 días   |
| I (1952-1956)    | Müller I        | 2.° |                     | Gebhard Müller                                               | 7 de octubre de 1953    | 9 de mayo de 1956    | 5 años, 3 meses y 10 días  |
| II (1956-1960)   | Müller II       | 2.° | 9 de mayo de 1956   | Gebhard Müller                                               | 17 de diciembre de 1958 |                      | 5 años, 3 meses y 10 días  |
| II (1956-1960)   | Kiesinger I     | 3.° |                     | Kurt Georg Kiesinger                                         | 17 de diciembre de 1958 | 23 de junio de 1960  | 7 años, 11 meses y 30 días |
| III (1960-1964)  | Kiesinger II    | 3.° | 23 de junio de 1960 | Kurt Georg Kiesinger                                         | 11 de junio de 1964     |                      | 7 años, 11 meses y 30 días |
| IV (1964-1968)   | Kiesinger III   | 3.° | 11 de junio de 1964 | Kurt Georg Kiesinger                                         | 16 de diciembre de 1966 |                      | 7 años, 11 meses y 30 días |
| IV (1964-1968)   | Filbinger I     | 4.° |                     | Hans Filbinger                                               | 16 de diciembre de 1966 | 12 de junio de 1968  | 11 años, 8 meses y 14 días |
| V (1968-1972)    | Filbinger II    | 4.° | 12 de junio de 1968 | Hans Filbinger                                               | 8 de junio de 1972      |                      | 11 años, 8 meses y 14 días |
| VI (1972-1976)   | Filbinger III   | 4.° | 8 de junio de 1972  | Hans Filbinger                                               | 2 de junio de 1976      |                      | 11 años, 8 meses y 14 días |
| VII (1976-1980)  | Filbinger IV    | 4.° | 2 de junio de 1976  | Hans Filbinger                                               | 30 de agosto de 1978    |                      | 11 años, 8 meses y 14 días |
| VII (1976-1980)  | Späth I         | 5.° |                     | Lothar Späth                                                 | 30 de agosto de 1978    | 4 de junio de 1980   | 12 años, 4 meses y 14 días |
| VIII (1980-1984) | Späth II        | 5.° | 4 de junio de 1980  | Lothar Späth                                                 | 6 de junio de 1984      |                      | 12 años, 4 meses y 14 días |
| IX (1984-1988)   | Späth III       | 5.° | 6 de junio de 1984  | Lothar Späth                                                 | 8 de junio de 1988      |                      | 12 años, 4 meses y 14 días |
| X (1988-1992)    | Späth IV        | 5.° | 8 de junio de 1988  | Lothar Späth                                                 | 13 de enero de 1991     |                      | 12 años, 4 meses y 14 días |
| X (1988-1992)    | Teufel I        | 6.° |                     | Erwin Teufel                                                 | 13 de enero de 1991     | 11 de junio de 1992  | 14 años, 3 meses y 8 días  |
| XI (1992-1996)   | Teufel II       | 6.° | 11 de junio de 1992 | Erwin Teufel                                                 | 1 de junio de 1996      |                      | 14 años, 3 meses y 8 días  |
| XII (1996-2001)  | Teufel III      | 6.° | 1 de junio de 1996  | Erwin Teufel                                                 | 12 de junio de 2001     |                      | 14 años, 3 meses y 8 días  |
| XIII (2001-2006) | Teufel IV       | 6.° | 12 de junio de 2001 | Erwin Teufel                                                 | 21 de abril de 2005     |                      | 14 años, 3 meses y 8 días  |
| XIII (2001-2006) | Oettinger I     | 7.° |                     | Günther Oettinger                                            | 21 de abril de 2005     | 14 de junio de 2006  | 4 años, 9 meses y 19 días  |
| XIV (2006-2011)  | Oettinger II    | 7.° | 14 de junio de 2006 | Günther Oettinger                                            | 10 de febrero de 2010   |                      | 4 años, 9 meses y 19 días  |
| XIV (2006-2011)  | Mappus          | 8.° |                     | Stefan Mappus                                                | 10 de febrero de 2010   | 12 de mayo de 2011   | 1 año, 3 meses y 2 días    |
| XV (2011-2016)   | Kretschmann I   | 9.° |                     | Winfried Kretschmann                                         | 12 de mayo de 2011      | 11 de mayo de 2016   | 14 años, 2 meses y 25 días |
| XVI (2016-2021)  | Kretschmann II  | 9.° | 11 de mayo de 2016  | Winfried Kretschmann                                         | 12 de mayo de 2021      |                      | 14 años, 2 meses y 25 días |
| XVII (2021-2026) | Kretschmann III | 9.° | 12 de mayo de 2021  | Winfried Kretschmann                                         | En el cargo             |                      | 14 años, 2 meses y 25 días |

## Ministerios
|                                                       |                           |                                                   |                       |
| Partido político                                      |                           | Alianza 90/Los Verdes                             | Alianza 90/Los Verdes |
| Partido político                                      | Unión Demócrata Cristiana |                                                   |                       |
| Ministro-Presidente                                   |                           |                                                   |                       |
| Ministro-Presidente                                   |                           | Winfried Kretschmann Desde 12 de mayo de 2021     |                       |
| Viceministro-Presidente                               |                           |                                                   |                       |
| Viceministro-Presidente                               |                           | Thomas Strobl Desde 12 de mayo de 2021            |                       |
| Ministros                                             |                           |                                                   |                       |
| Finanzas                                              |                           | Danyal Bayaz Desde 12 de mayo de 2021             |                       |
| Educación, Juventud y Deporte                         |                           | Theresa Schopper Desde 12 de mayo de 2021         |                       |
| Ciencia, Investigación y Artes                        |                           | Petra Olschowski Desde 28 de septiembre de 2022   |                       |
| Interior, Digitalización y Comunidades                |                           | Thomas Strobl Desde 12 de mayo de 2021            |                       |
| Medio Ambiente, Clima e Industria Energética          |                           | Thekla Walker Desde 12 de mayo de 2021            |                       |
| Economía, Trabajo y Turismo                           |                           | Nicole Hoffmeister-Kraut Desde 12 de mayo de 2021 |                       |
| Asuntos Sociales, Sanidad e Integración               |                           | Manfred Lucha Desde 12 de mayo de 2021            |                       |
| Alimentación, Medio Rural y Protección del Consumidor |                           | Peter Hauk Desde 12 de mayo de 2021               |                       |
| Justicia y Migración                                  |                           | Marion Gentges Desde 12 de mayo de 2021           |                       |
| Transporte                                            |                           | Winfried Hermann Desde 12 de mayo de 2021         |                       |
| Desarrollo Estatal y Vivienda                         |                           | Nicole Razavi Desde 12 de mayo de 2021            |                       |